# Кордонський Мартин-Вігдор Лейбович
Мартин-Вігдор Лейбович Кордонський (5 вересня 1913, Одеса — 24 березня 1986, Одеса) — український радянський художник і педагог; член Спілки радянських художників України з 1955 року.

## Біографія
Народився 5 вересня 1913 року в місті Одесі (нині Україна). Упродовж 1934—1939 років працював художником-карикатуристом в одеській газеті «Красный портовик»; у 1937—1939 роках — художником Одеського театру опери та балету. Одночасно навчався в Одеському художньому училищі, яке закінчив 1939 року. Його вчителями були Юлій Бершадський, Микола Зайцев, Петро Злочевський, Леонід Мучник, Микола Павлюк, Олексій Шовкуненко.
З 1939 року працював на Одеській кіностудії. Брав участь у німецько-радянській війні. Нагороджений орденами Червоної Зірки, Вітчизняної війни I ступеня (6 квітня 1985). Член ВКП(б) з 1944 року.
У 1946 році обіймав посаду головного художника театру мініатюр Одеської філармонії; у 1946—1961 роках викладав в Одеському художньому училищі. Серед учнів: Володимир Литвиненко, Віра Максимчук, Костянтин Філатов, Володимир Хоренко, Іван Чорний, Григорій Шишко. Одночасно з 1947 року працював художником-постановником в Одеському українському музично-драматичному театрі імені Жовтневої революції.
Мешкав в Одесі в будинку на вулиці Чкалова, № 1, квартира № 17. Помер в Одесі 24 березня 1986 року.

## Творчість
Працював у галузі театрально-декораційного мистецтва. Оформив вистави:
- «Загибель ескадри» Олександра Корнійчука (1947);
- «Котигорошко» Григорія Усача;
- «Дай серцю волю, заведе в неволю» Марка Кропивницького;
- «Підступність і кохання» Фрідріха Шиллера;
- «Лимерівна» Панаса Мирного;
- «Голос Америки» Бориса Лавреньова;
- «Учитель танців» Лопе де Веґи;
- «Під золотим орлом» Ярослава Галана  (1952);
- «Пригоди бравого солдата Швейка» Гната Юри за мотивами однойменного роману Ярослава Гашека (1955);
- «Шельменко-денщик» Григорія Квітки-Основ’яненка (1966);
- «Назар Стодоля» Тараса Шевченка (1967);
- «Далекі вікна» Вадима Собка (1967);
- «Наталка Полтавка» Івана Котляревського (1968);
- «Мораль пані Дульської» Габріелі Запольської (1969);
- «Мартин Боруля» Івана Карпенка-Карого (1970);
- «Криваве весілля» Федеріко Гарсії Лорки (1978).

Також автор картин:
- «Юні мореплавці» (1950);
- «Інтервенція» (1957, папір, темпера);
- «Народний артист СРСР Василь Василько» (1959).

Брав участь у міських, обласних, республіканських мистецьких виставках з 1945 року. 